# 原天津意大利兵营
39°08′13″N 117°11′42″E / 39.1369°N 117.195067°E原天津意大利兵营坐落于天津意租界小马路（今河北区光明道），兴建于1916年，为特殊保护等级历史风貌建筑和天津市文物保护单位。

## 历史
1900年以后，意大利在中国常驻军队并驻扎在天津意租界兵营。1928年，北伐军进入天津时，驻守天津的意军在意租界的周围用沙袋和电网组建成防御工事。意大利兵营曾为中国人民解放军驻地，后来成为中国人民解放军天津警备区独立师师部，目前为中国人民武装警察部队天津总队一支队机关所在地。

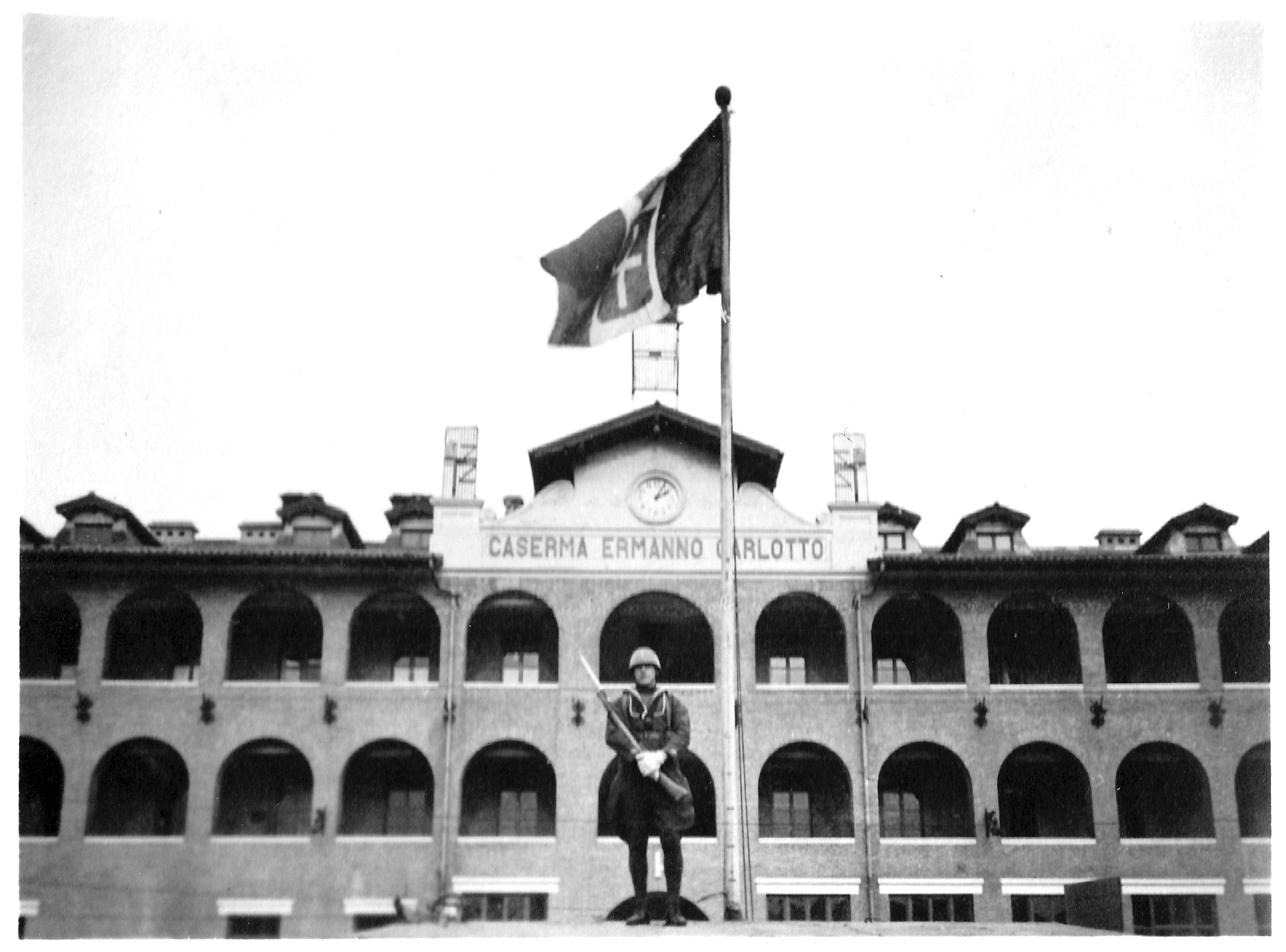
1939 年，埃尔曼诺·卡洛托 (Ermanno Carlotto) 位于天津意大利兵营

## 建筑
原天津意大利兵营总占地面积4206平方米。为三层砖木混合结构，现主楼有四层，东、西配楼各为四层和三层，规模宏大，呈Π形，是一座典型的意大利风格建筑。